# Sergio Galindo
Sergio Galindo Márquez (Xalapa, Veracruz, 2 de septiembre de 1926 - Veracruz, Veracruz, 3 de enero de 1993) fue un novelista y cuentista mexicano. 

## Estudios y académico
Galindo estudió en la Facultad de Filosofía y Letras de la Universidad Nacional Autónoma de México (UNAM) y en París, Francia en 1952. Impartió clases de Estética en la Escuela de Teatro de Xalapa. Fue el fundador y primer director del editorial de la Universidad Veracruzana, en 1957, donde también fundó y editó la revista La Palabra y el Hombre.
Colaboró para la Dirección General de Divulgación de la Secretaría de Educación Pública de 1970 a 1972. Después trabajó en el Instituto Nacional de Bellas Artes, llegando a ser director general de 1974 a 1976.

## Premios, honores y traducciones
Galindo fue galardonado con los siguientes premios y honores: 
- Premio Mariano Azuela en 1984.
- Bellas Artes de Literatura en 1984.
- Premio Xavier Villaurrutia en 1986 por su novela Otilia Rauda.[3]
- Premio José Fuentes Mares en 1987
- Oficial Honorario de la Orden del Imperio Británico.
- Premio Polaco al Mérito Cultural.
- Orden de la Estrella de Yugoslavia

Fue elegido miembro de número de la Academia Mexicana de la Lengua, tomó posesión de la silla XXVI el 25 de julio de 1975. Fue nombrado miembro correspondiente de la Real Academia Española al año siguiente.
En 2006, la Universidad Veracruzana y su Feria Internacional del Libro Universitario (FILU) establecieron un premio anual para las primeras novelas de autores latinoamericanos, llamado el Premio Latinoamericano de Primera Novela Sergio Galindo.
Sus obras han sido traducidas al idioma inglés, francés, polaco, alemán e italiano.

## Novelas
- Polvos de arroz, 1958
- La justicia de enero, 1959
- El Bordo, 1960
- La comparsa, 1964
- Nudo, 1970
- El hombre de los hongos, fue leída en 1975 como discurso de ingreso a la Academia Mexicana de la Lengua; publicada y filmada en 1976
- Los dos ángeles, 1984
- Declive, 1985
- Otilia Rauda, 1986 esta última tuvo su versión cinematográfica con Otilia Rauda. La mujer del pueblo en 2001 dirigida por Dana Rotberg.[2]
- Las esquinas oscuras, 1985 (inconclusa)

## Colecciones de cuentos cortos
- La máquina vacía, 1951
- ¡Oh hermoso mundo!, 1975
- Este laberinto de hombres, 1979
- Cuentos, 1982
- Terciopelo violeta, 1985

## Otros escritos
- Cartas a mi padre, 2007 (publicado de manera póstuma)